# Doprava v Brně

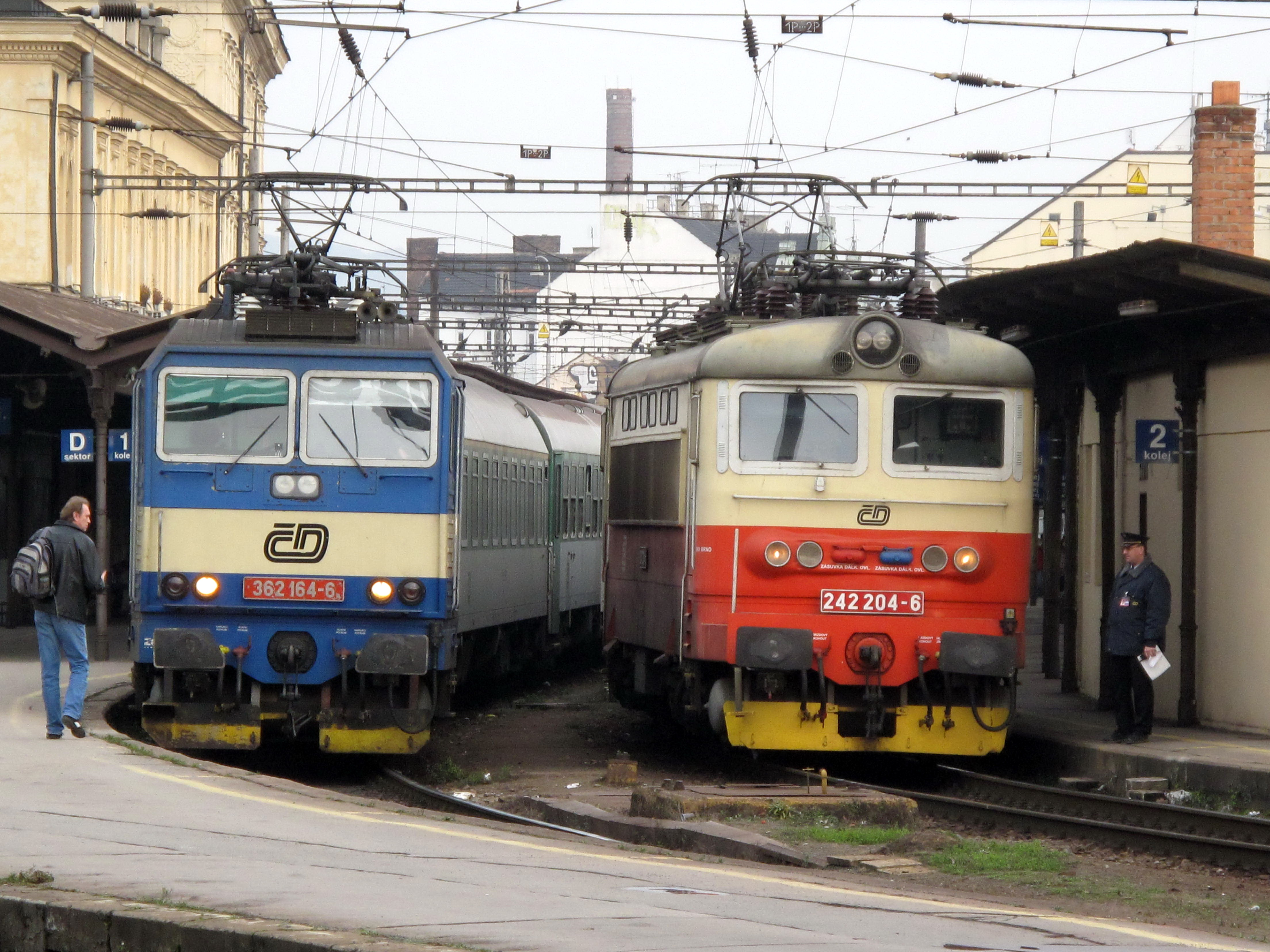
Lokomotivy řad 362 a 242 se svými vlaky ve stanici Brno hlavní nádraží

Brno je důležitou dopravní křižovatkou již historicky. Dne 7. července 1839 byl příjezdem prvního vlaku do Brna zahájen provoz na železniční trati Břeclav–Brno (část Severní dráhy císaře Ferdinanda) a tím i na území dnešního Česka. Dnes slouží brněnský železniční uzel pro hlavní přepravní směry mezi Vídní, Prahou a Bratislavou; vychází odsud též mnoho spojů na severní Moravu.
V roce 1967 byla zahájena výstavba dálnice D1 z Prahy do Brna. První úsek do Mirošovic byl uveden do provozu 12. července 1971 avšak k propojení Prahy s Brnem došlo až v roce 1980. Nyní do Brna vedou tři dálnice.
Město Brno má k dispozici mezinárodní letiště. 
Obyvatelům Brna slouží rovněž i rozsáhlý systém městské hromadné dopravy, který se skládá ze sítě tramvají, trolejbusů a autobusů. Uvažuje se též i o vybudování rychlodráhy, podpovrchové tramvaje či metra. Zdejší dopravní podnik též provozuje i lodní dopravu na Brněnské přehradě. Díky nížinnému charakteru krajiny je rozšířená také cyklistika.

## Městská hromadná doprava

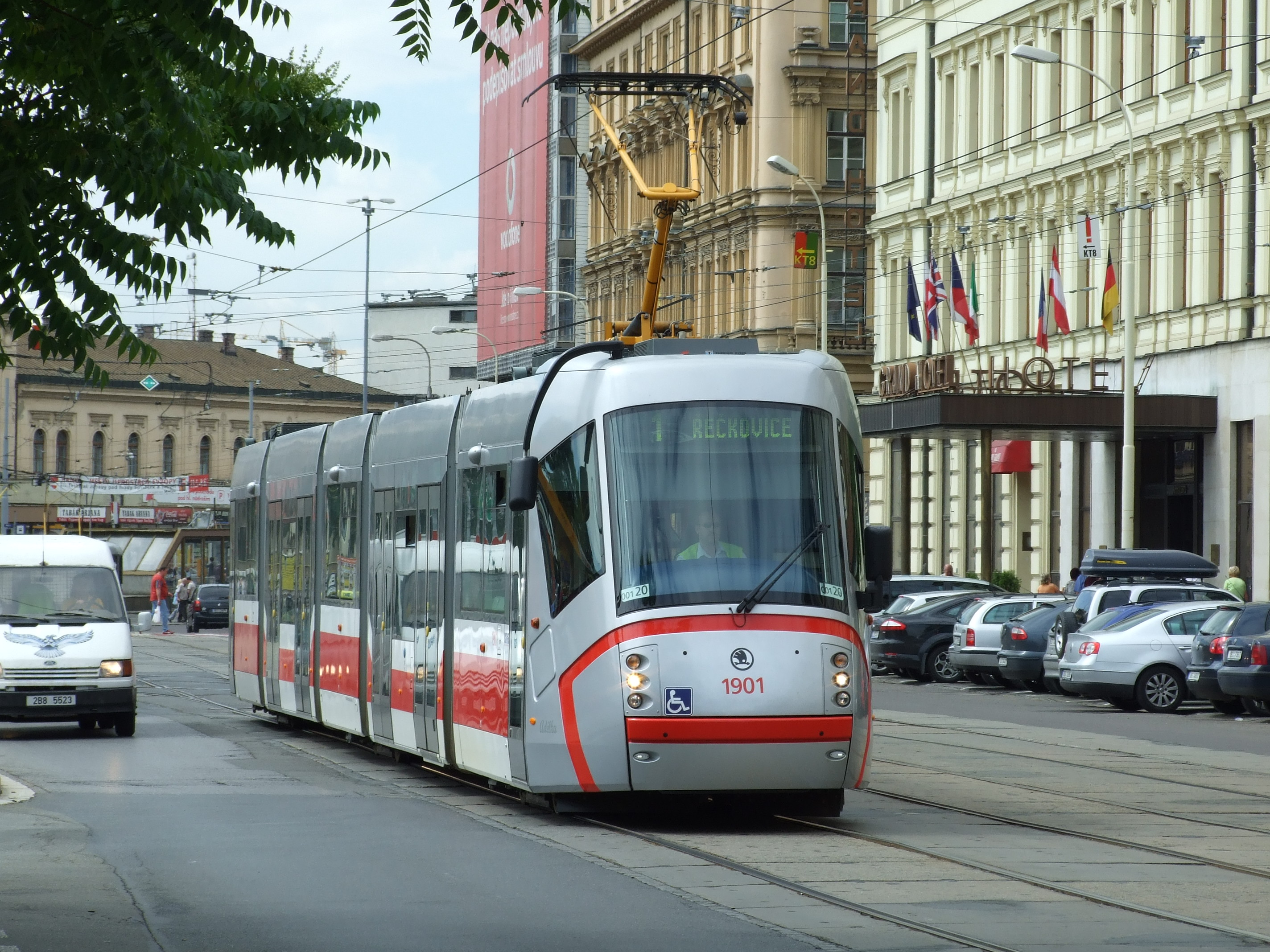
Tramvaj Škoda 13T před hotelem Grand

V 18. století bylo možné se přepravit po městě nosítky, v 19. století zde fungovaly omnibusové linky. Roku 1869 začala v Brně, coby prvním městě v českých zemích, jezdit tramvaj, tehdy koněspřežná.
Městská hromadná doprava provozovaná Dopravním podnikem města Brna (DPMB) je součástí Integrovaného dopravního systému Jihomoravského kraje. Dne 25. listopadu 2013 zavedl DPMB prodej SMS jízdenek.

### Tramvajová doprava
Historie tramvajové dopravy sahá až do 2. poloviny 19. století, kdy v roce 1869 poprvé na území dnešní České republiky vyjela koňská tramvaj. Po počátečních neúspěších byl v roce 1884 zahájen provoz parní tramvaje, která spolehlivě sloužila až do roku 1900, poté byla celá její síť elektrifikována. Vrcholný rozkvět zažily brněnské tramvaje za první československé republiky. V 70. a 80. letech byly stavěny především tratě rychlodrážního charakteru do velkých sídlišť na okraji města. Poslední změnou v kolejové síti bylo v roce 2008 prodloužení tratě v Králově Pole na konečnou Technologický park. V současné době je tramvajová síť v Brně největší na Moravě a druhá v celé ČR. Dopravní podnik města Brna dnes disponuje přibližně 320 tramvajemi, které jezdí na jedenácti linkách s čísly 1–10 a 12, celková délka tratí dosahuje přibližně 70 km, rozchod kolejí činí 1435 mm. Tramvajová síť, která je páteří MHD, bývá místy přetížená, což před lety rozproudilo debatu o vybudování podzemní dráhy v Brně.

### Trolejbusová doprava

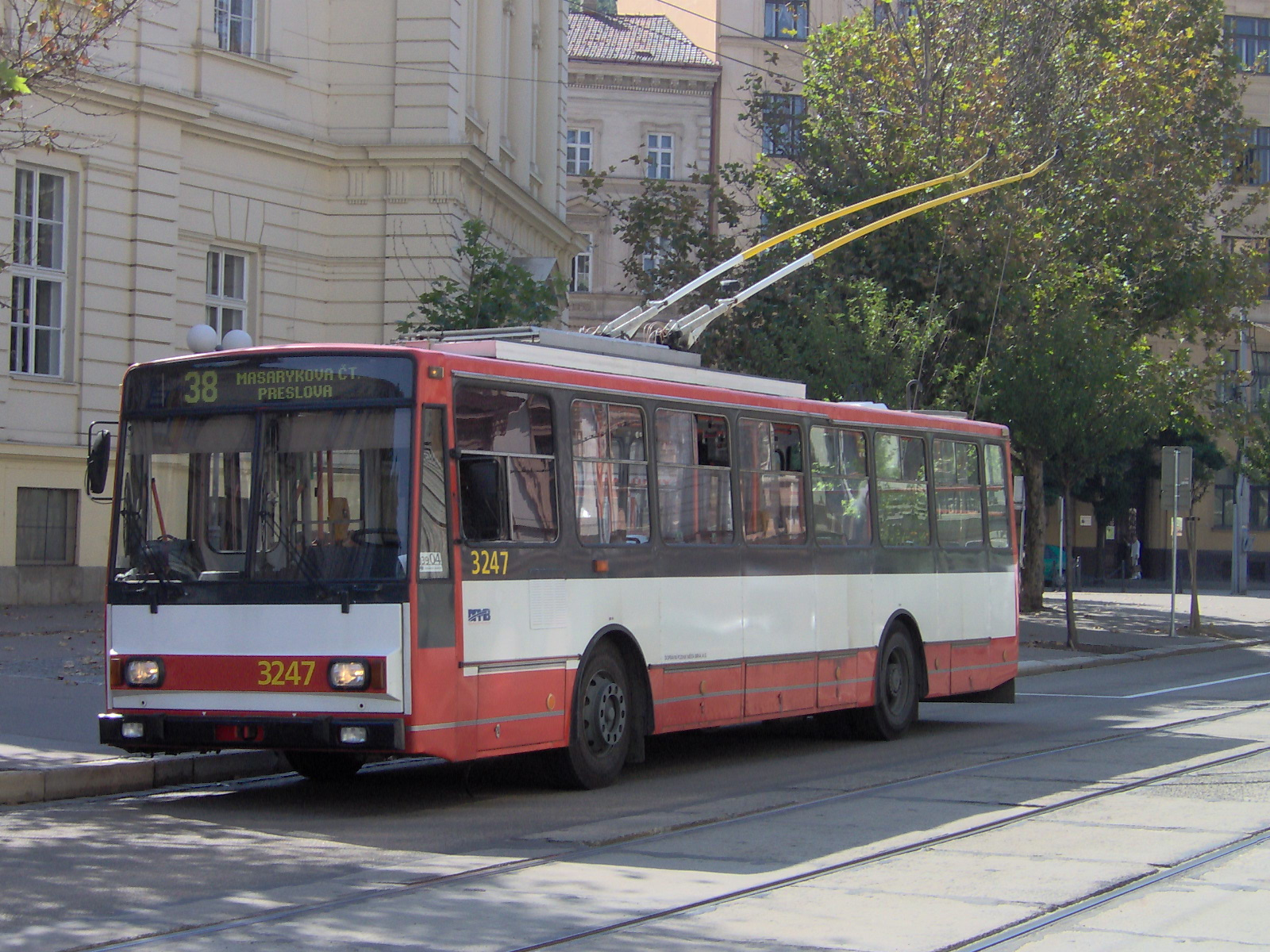
Trolejbus Škoda 14TrR v Joštově ulici

První trolejbusy vyjely do brněnských ulic v roce 1949. Dlouho však byly spíše „popelkou“ v brněnské MHD. V 60. letech jim dokonce hrozil zánik. Bouřlivý rozvoj přichází v 70. letech 20. století, kdy je stavěno mnoho tratí (zejména do menších sídlišť). V 90. letech nastává uklidnění a prioritou je především zajištění provozu na již postavených tratích největší trolejbusové sítě v republice. Dopravní podnik má k dispozici přibližně 150 trolejbusů, které jezdí na 13 linkách v rozmezí čísel 25 až 39

### Autobusová doprava

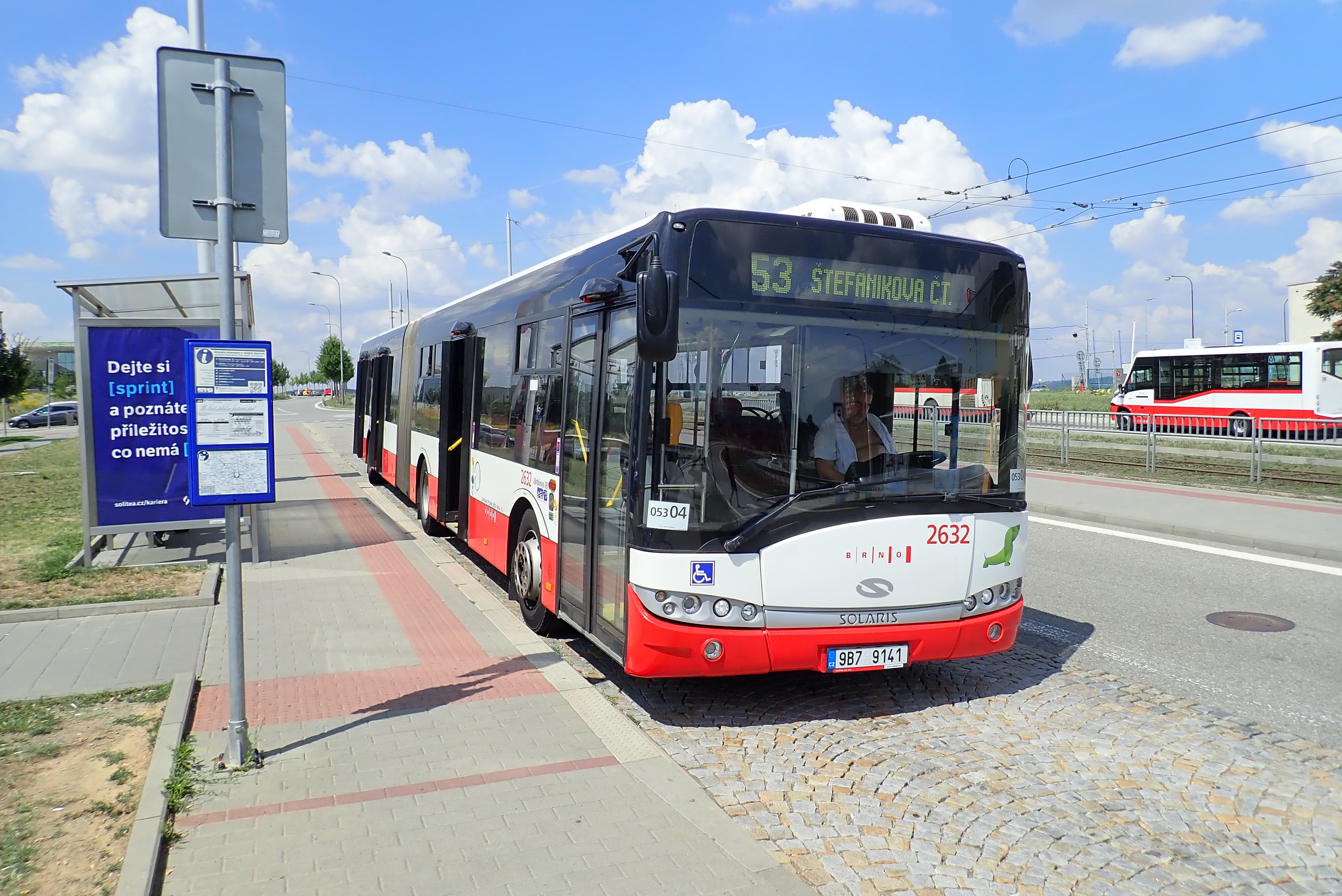
Solaris_Urbino_18_III_2632,_Brno,_Purkyňova

Autobusová doprava zahájila v Brně provoz již v roce 1930. Zpočátku měla spíše doplňkový charakter. Za socialismu byla však síť linek velmi výrazně rozšířena do celého města. V 90. letech byl při reorganizaci městské hromadné dopravy vyloučen provoz autobusů z centra. V současné době by autobusy měly působit zejména jako napaječe pro kapacitnější a ekologičtější tramvajovou dopravu. Dnes autobusy zajišťují v Brně dopravu na celkem 43 linkách v rozmezí čísel 40–N99. Doplňkovou součástí autobusové dopravy je také několik linek s bezplatným provozem, které dopravují zákazníky do různých nákupních center v Brně a okolí. Noční doprava je v Brně provozována pouze autobusy, které jsou nejvyužívanější v pátek (tj. před víkendem) a ve středu (kdy provozovatelé zábavních a gastronomických zařízení nabízejí studentům slevy) – za takovou noc se nočními linkami sveze 25–26 tisíc cestujících. Vozový park Dopravního podniku dnes čítá přibližně 310 autobusů.
Od června do poloviny září městem také pravidelně projíždí turistický minibus provozovaný městem Brnem s cílem poskytnutí zájemcům krátkou prohlídku města.

### Lodní doprava

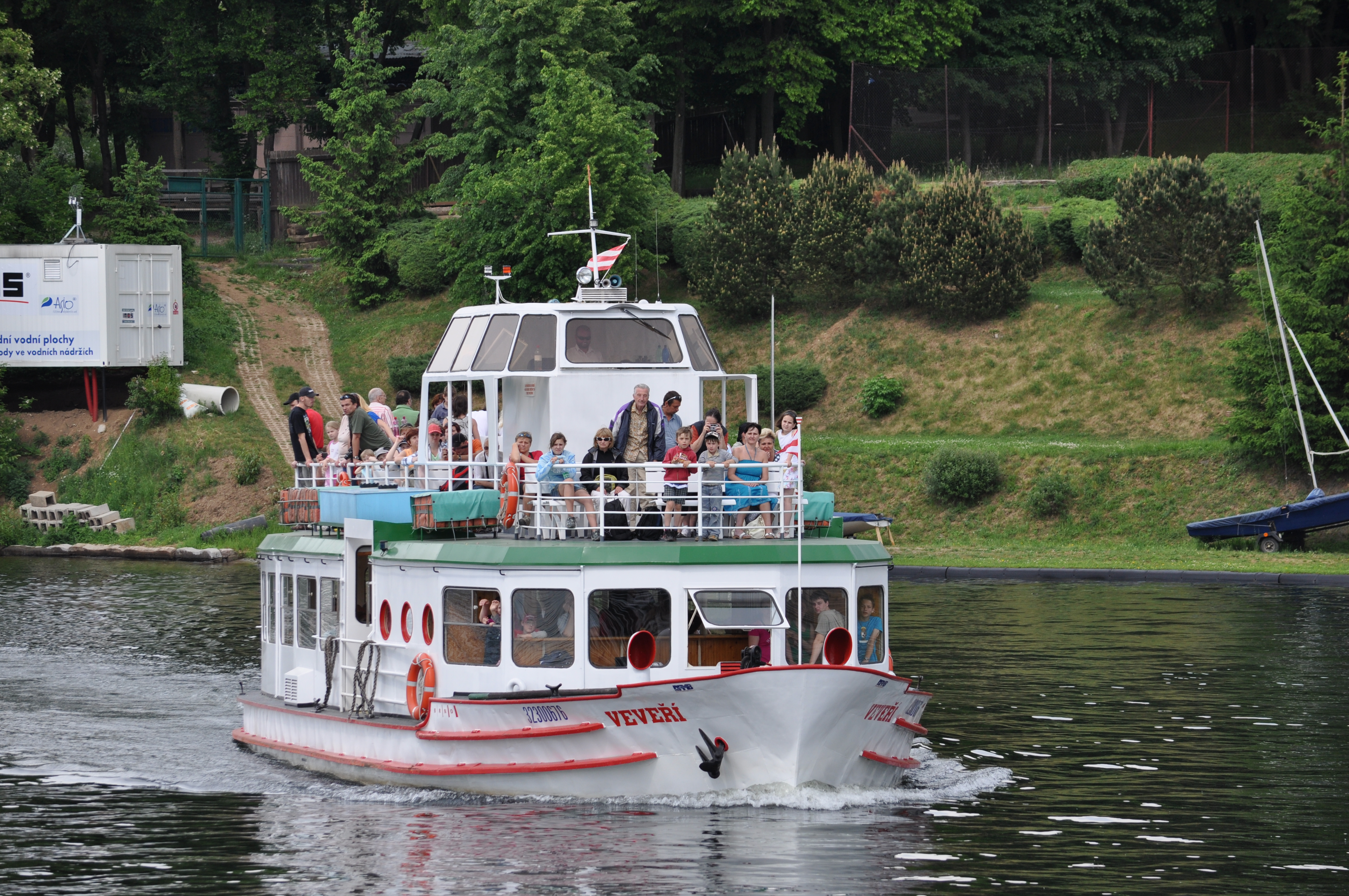
Loď Veveří užívaná pro rekreační plavby po Brněnské přehradě

Lodě Dopravního podniku slouží pro rekreační plavby po Brněnské přehradě a kolem hradu Veveří. Jejich provoz byl zahájen v roce 1946, v současnosti DPMB disponuje šesti elektrickými loděmi, většinou dvoupalubovými s kapacitou okolo 200 pasažérů. Celková délka plavby mezi konečnými zastávkami je 1 hodina a 10 minut. Provoz lodí probíhá pouze v době plavební sezóny, obvykle od dubna do října. Loď je možné, stejně jako každé jiné vozidlo Dopravního podniku, pronajmout na soukromou akci.

### Podpovrchová doprava
Uvažuje se také o vybudování podpovrchové dráhy v severojižním směru, varianty jsou Severojižní tramvajový diametr a Severojižní kolejový diametr. Otázka severojižního diametru v Brně úzce souvisí s problematikou přestavby železničního uzlu Brno a polohou hlavního nádraží – v případě přesunu hlavního nádraží by severojižní diametr značně zlepšil napojení nového nádraží na centrum.

## Železniční doprava
Brno je významný železniční uzel České republiky. Dne 7. července 1839 byl příjezdem prvního parního vlaku do Brna zahájen provoz na železniční trati Břeclav–Brno (odbočka Severní dráhy císaře Ferdinanda) a tím i na území dnešního Česka. Dnes leží brněnský železniční uzel na prvním železničním koridoru mezi Prahou, Vídní a Bratislavou, přičemž hlavní nádraží je také centrálním uzlem regionální a meziregionální dopravy.
Do Brna vedou následující tratě, na kterých jsou v provozu uvedené dálkové linky:
- trať do Břeclavi (v JŘ č. 251/252; linka Ex3 do Vídně nebo Bratislavy, linka R13 do Olomouce)
- trať do České Třebové (v JŘ č. 260; linka Ex3 do Prahy, linka R19 do Prahy)
- trať do Havlíčkova Brodu (v JŘ č. 250/251; linka R9 do Prahy)
- trať do Vyškova (v JŘ č. 260/300; linka R8 do Ostravy, linka R12 do Šumperka nebo Jeseníku)
- trať do Jihlavy (v JŘ č. 240; linka R11 do Plzně)
- trať do Veselí nad Moravou (v JŘ č. 340; bez dálkové linky)

Místní dopravu zajišťuje na zmíněných tratích množství regionálních železničních linek Integrovaného dopravního systému Jihomoravského kraje.
Plány na nutnou modernizaci celého uzlu počítají s možností rychlejšího pohybu vlaků městem, výstavbou nových železničních zastávek a jejich lepším začleněním do integrovaného dopravního systému. Nejdiskutovanějším problémem je poloha hlavního nádraží, které se nachází v těsné blízkosti historického centra města a které kapacitně již téměř nepostačuje. Kromě stávající polohy je ve hře přesun stanice buď o 300 m jižním směrem pod Petrov k Novým sadům, nebo o 800 m jihovýchodně do čtvrti Trnitá, na místo současného nákladního Dolního nádraží. Zejména kvůli odporu přesunu do Trnité proběhla v letech 2004 a 2016 místní referenda. V obou z nich se většina hlasujících vyslovila pro preferenci polohy pod Petrovem, případně současného místa, žádné z nich ale nebylo kvůli nedostatečné účasti právně závazné. V roce 2017 dokončila Správa železniční dopravní cesty studii, která ukázala, že obě navrhované varianty přesunu jsou proveditelné a že obě mají své výhody i nevýhody.
V průběhu příštích dvaceti let by se mělo Brno stát křižovatkou a jednou ze tří tuzemských zastávek dvou transevropských multimodálních koridorů vysokorychlostní železnice v trasách Athény – Sofie – Budapešť – Vídeň – Brno – Praha – Drážďany – Norimberk a Gdaňsk – Varšava – Brno – Vídeň.

## Letecká doprava

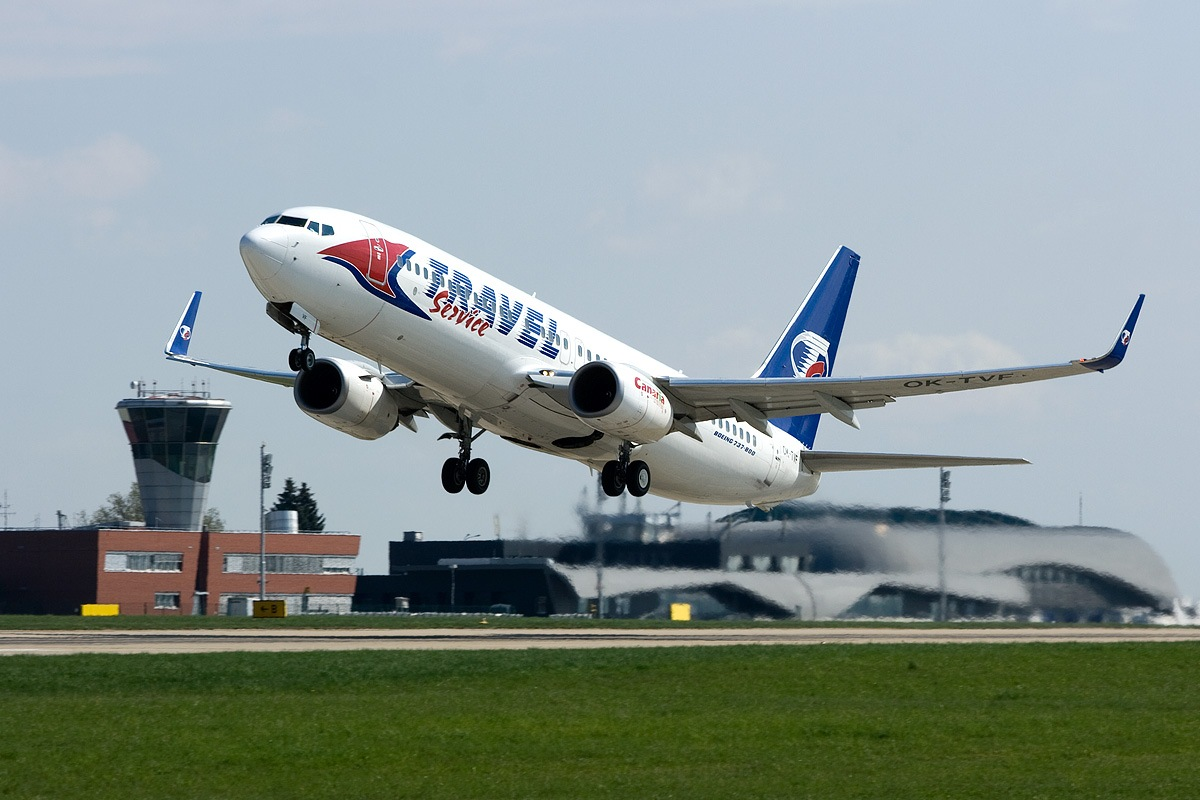
Boeing 737 společnosti Travel Service na mezinárodním letišti v Tuřanech

Letiště Brno-Tuřany je vzdálené zhruba 7 km jihovýchodně od centra. Pravidelné lety celoročně provozuje pouze letecká společnost Ryanair a to do Londýna (letiště Stansted, 5-6x týdně). Další pravidelné lety létají jen letním letovém řádu (konec března až konec října). Jsou to lety do Málagy (Ryanair, 2x týdně), Milána-Bergama (Ryanair, 2x týdně), Říma-Fiumicina (Aeroitalia, 2x týdně). Nejvíce cestujících z Brna ovšem využívá charterové lety, které jsou nabízeny zhruba do 30 turistických destinací především ve Středomoří. V zimním letovém řádu provozuje z brněnského letiště přímé dálkové charterové lety společnost Neos létající pro cestovní kancelář Čedok na Mauricius (1x týdně) a do thajského Phuketu (rovněž 1x týdně). Celkem odbavilo v roce 2024 brněnské letiště 749 153 cestujících a 11 803 tun nákladu.
Především sportu slouží malé vnitrostátní letiště Medlánky.

## Silniční doprava

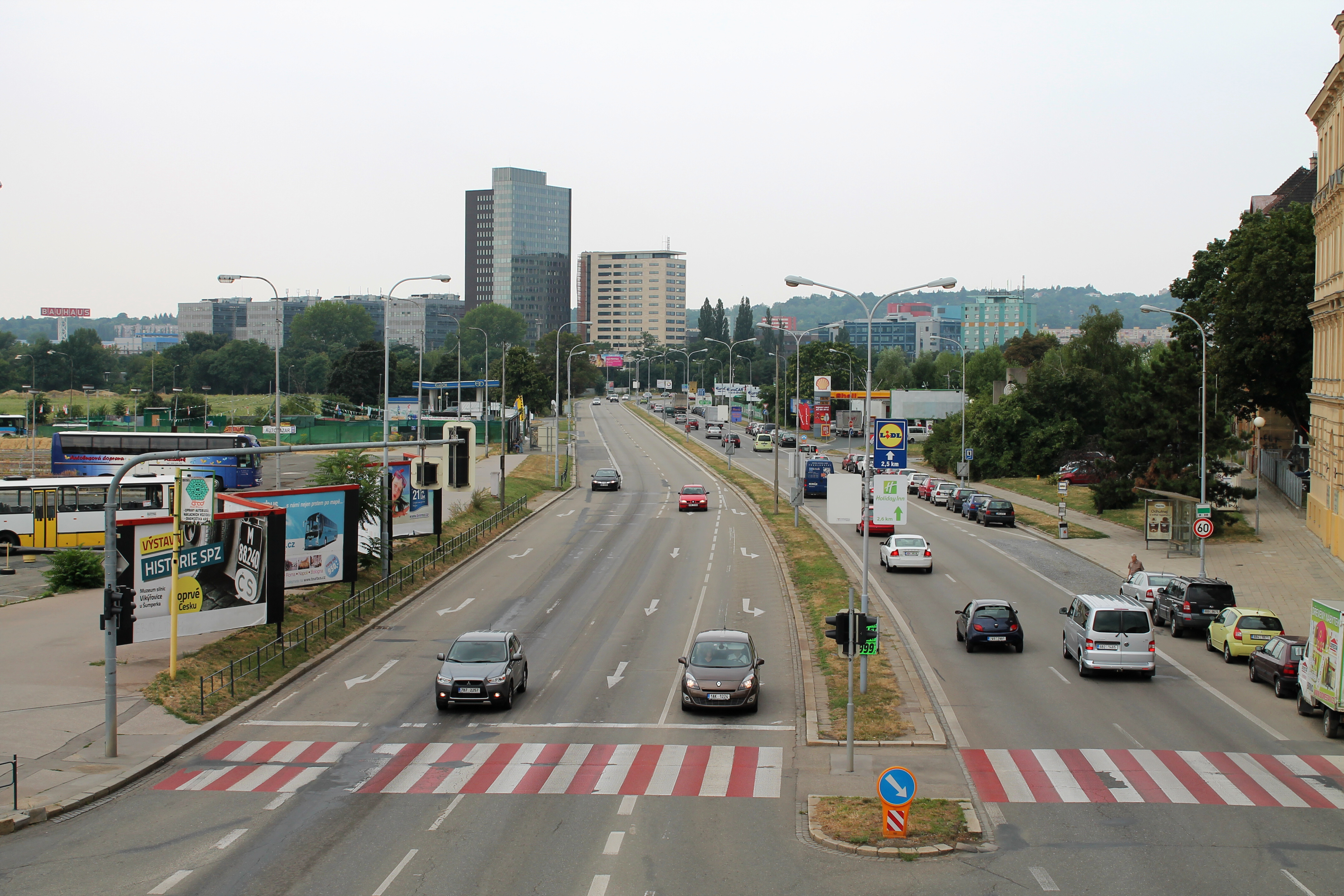
Velký městský okruh v Brně

V roce 1969 byla v Brně zahájena výstavba dálnice směrem k Praze. Tento první jihomoravský dálniční úsek mezi křižovatkami Kývalka a Brno-západ byl zprovozněn 6. září 1972, k celkovému propojení Prahy s Brnem došlo v roce 1980. Brno je dnes významnou dálniční křižovatkou, jeho jižním okrajem prochází dálnice D1 z Prahy přes Jihlavu dále na Vyškov a Kroměříž, respektive po D46 na Olomouc a dále do Ostravy; v Brně se od ní odděluje dálnice D2 do Bratislavy. Od 90. let se buduje rozšířené silniční napojení na Vídeň – dálnice D52, před zahájením výstavby je kvalitní spojení Brna se severem republiky – dálnice D43, která naráží na odpor občanských sdružení, nespokojených s navrženou trasou přes sídliště Bystrc. Chystá se také rozšíření dálnice D1 v úseku Kývalka – Holubice na šestipruhové uspořádání.
Buduje se Velký městský okruh (VMO), zahrnující například výstavbu MÚK Hlinky (zprovozněna 2007), Královopolského tunelu (zprovozněn 2012), rozšíření ulice Žabovřeské, vinohradského tunelu Pod Akátkami, tunelu Červený kopec nebo přemostění maloměřického nádraží. VMO má být kompletně dokončen do roku 2035.

## Ostatní doprava
Díky nížinnému charakteru krajiny je rozšířená také cyklistika a jsou budovány cyklostezky či dráhy pro bruslaře na kolečkových bruslích[zdroj?]. Městem prochází i několik turistických stezek KČT.